# Scansoriopterygidae
Scansoriopterygidae é uma família de dinossauros do clado Paraves. Ocorreu na Ásia no período Jurássico Médio a Superior.

## Nomenclatura e taxonomia
A família foi criada por Stephen Czerkas e Yuan Chongxi em 2002 incluindo apenas o táxon Scansoriopteryx heilmanni. Paul Sereno e outros pesquisadores consideraram o conceito de família proposto redundante, uma vez que se tratava de um táxon monotípico, e o clado não continha uma definição filogenética. Em 2008, Zhang e colaboradores descreveram um novo gênero e espécie para a família, Epidexipteryx hui, e definiram Scansoriopterygidae como um clado contendo Epidexipteryx e Scansoriopteryx e todos os seus descendentes.
O posicionamento taxonômico da família foi modificado ao longo dos anos. Em 2007, Phil Senter demonstrou que o grupo estava posicionado no clado Avialae. Esta classificação foi suportada por um segundo estudo feito por Zhang e colaboradores em 2008 que incluíram o Epidexipteryx na análise filogenética. Em 2011, Agnolín e Novas demonstraram que Scansoriopterygidae não pertencia a Avialae, mas sim ao clado Paraves. Turner, Makovicky e Norell, em 2012, incluíram apenas o gênero Epidexipteryx na análise filogenética, demonstrando um posicionamento basal no clado Paraves, entretanto, os autores indicaram que a posição taxonômica é instável. Em 2013, Godefroit e colaboradores demonstraram a monofilia da Scansoriopterygidae e corroboraram a posição basal dentro de Paraves.
|  | †Troodontidae             |
|  |                           |
|  | \| \| Avialae \| \| \| \| |
|  |                           |
|  | Avialae                   |
|  |                           |

|  | Avialae |
|  |         |

|  | †Troodontidae             |
|  |                           |
|  | \| \| Avialae \| \| \| \| |
|  |                           |
|  | Avialae                   |
|  |                           |

|  | Avialae |
|  |         |

|  | †Troodontidae             |
|  |                           |
|  | \| \| Avialae \| \| \| \| |
|  |                           |
|  | Avialae                   |
|  |                           |

|  | Avialae |
|  |         |

|  | †Troodontidae             |
|  |                           |
|  | \| \| Avialae \| \| \| \| |
|  |                           |
|  | Avialae                   |
|  |                           |

|  | Avialae |
|  |         |

|  | †Troodontidae             |
|  |                           |
|  | \| \| Avialae \| \| \| \| |
|  |                           |
|  | Avialae                   |
|  |                           |

|  | Avialae |
|  |         |

|  | †Troodontidae             |
|  |                           |
|  | \| \| Avialae \| \| \| \| |
|  |                           |
|  | Avialae                   |
|  |                           |

|  | Avialae |
|  |         |

|  | †Troodontidae             |
|  |                           |
|  | \| \| Avialae \| \| \| \| |
|  |                           |
|  | Avialae                   |
|  |                           |

|  | Avialae |
|  |         |

|  | †Troodontidae             |
|  |                           |
|  | \| \| Avialae \| \| \| \| |
|  |                           |
|  | Avialae                   |
|  |                           |

|  | Avialae |
|  |         |